# Union des municipalités du Québec
L'Union des municipalités du Québec (UMQ) est une association de municipalités fondée en 1919 visant à défendre les intérêts des municipalités de toutes tailles dans toutes les régions du Québec. Ses membres, qui représentent plus de 85 % de la population et du territoire du Québec, sont regroupés en caucus d’affinité : 
- Municipalités de centralité
- Villes de centralité
- Cités régionales
- Grandes villes
- Municipalités de la Métropole[2]

L'UMQ est composée de plus de 400 municipalités membres, de 50 élus, maires, préfets et présidents de communautés métropolitaines à son conseil d'administration. L'UMQ compte également plus de 100 employés.
Le fonds d'archives de l'Union des municipalités du Québec (P10001) est conservé au centre BAnQ Vieux-Montréal de la Bibliothèque et Archives nationales du Québec.

## Mission
L'UMQ représente les intérêts de ses membres auprès des gouvernements, en offrant un éventail de services adaptés à leurs besoins, tout en s'assurant qu'ils soient les mieux informés du milieu municipal via ses publications, activités et formations.
Dans le cadre de sa planification stratégique 2022-2026, l'UMQ s'engage à :
- Assurer un leadership fort
- Valoriser l’expertise de l’équipe et des membres et contribuer au développement de leur plein potentiel
- Offrir un service aux membres à valeur ajoutée
- Promouvoir l’égalité entre les hommes et les femmes
- Valoriser la démocratie municipale

## Histoire
La création de l'UMQ est motivée par l'industrialisation et l'exode rural qui a suivi la Première Guerre mondiale.
Son premier président est Joseph Beaubien, le maire d'Outremont, et son premier secrétaire était Télesphore-Damien Bouchard, maire et député de Saint-Hyacinthe. L'UMQ a notamment aidé les municipalités à obtenir des services essentiels comme l'électricité, l'eau potable, le téléphone, les égouts et l'éclairage électrique lors de la première moitié du XXe siècle.
Le 15 septembre 2002, Francine Ruest-Jutras, mairesse de Drummondville devient la première femme présidente de l'UMQ.

### 1919-2019 - 100ede l'UMQ
Le 22 février 2019, l'Union des municipalités du Québec lance officiellement les festivités entourant son 100e anniversaire qui culmineront le 15 décembre 2019, année de sa fondation. Sous le thème « 100 ans en mouvement », l'initiative de l'UMQ se veut un rappel des changements qui ont touché les municipalités et l'évolution du rôle de l'organisation municipale. L'UMQ profitera de l'occasion pour verser ses archives à la Bibliothèque et Archives nationales du Québec et pour produire un ouvrage sur l'histoire de l'UMQ: « Unité, autonomie, démocratie: Une histoire de l'Union des municipalités du Québec » en collaboration avec monsieur Harold Bérubé, professeur d'histoire à l'Université de Sherbrooke, chez les Éditions du Boréal.

## État actuel
Depuis le 14 mai 2025, la présidence de l'UMQ est assumée par Guillaume Tremblay, maire de Mascouche, élu par les membres du conseil d’administration à la veille de la 103e édition des Assises annuelles.
Le comité exécutif de l'UMQ est composé des personnes élues suivantes :
- Guillaume Tremblay, maire de Mascouche (président)
- Geneviève Dubois, mairesse de Nicolet (première vice-présidente)
- Julie Bourdon, mairesse de Granby (deuxième vice-présidente
- Joé Deslauriers, maire de Saint-Donat (trésorier)
- Martin Damphousse, maire de Varennes (président ex-officio)
- Évelyne Beaudin, mairesse de Sherbrooke
- Maude Marquis-Bissonnette, mairesse de Gatineau
- Stéphane Boyer, maire de Laval
- Marc-Alexandre Brousseau, maire de Thetford Mines
- Catherine Fournier, mairesse de Longueuil
- Xavier-Antoine Lalande, maire de Saint-Colomban
- Mathieu Lapointe, maire de Carleton-sur-Mer
- Bruno Marchand, maire de Québec
- Sophie Mauzerolle, conseillère municipale à la Ville de Montréal
- Christian Ouellette, maire de Delson
- Valérie Plante, mairesse de Montréal
- Mathieu Traversy, maire de Terrebonne
- Catherine Vallières-Roland, mairesse suppléante de Québec et membre du Comité exécutif de la ville de Québec
- Nathalie Pelletier, mairesse de Magog
- Julie Boivin, mairesse de Sainte-Anne-des-Plaines
- Julie Brisebois, mairesse de Senneville

## Présidences de l'UMQ
| Mandat        | Titulaire               | Maire                       |
| ------------- | ----------------------- | --------------------------- |
| 1919-1938     | Joseph Beaubien         | Cité d'Outremont            |
| 1938-1938     | Anatole Carignan        | Lachine                     |
| 1938-1944     | Napoléon Courtemanche   | Montréal-Est                |
| 1944-1946     | Lucien Borne            | Cité de Québec              |
| 1946-1947     | Paul Pratt              | Cité de Longueuil           |
| 1947-1948     | Raymond Brunet          | Cité de Hull                |
| 1948-1949     | Arthur Rousseau         | Cité de Trois-Rivières      |
| 1949-1950     | Pierre-Horace Boivin    | Granby                      |
| 1950-1951     | Joseph Racine           | Boischatel                  |
| 1951-1952     | François Roy            | Shawinigan Falls            |
| 1952-1953     | E. O. Picard            | Saint-Hyacinthe             |
| 1953-1954     | J. A. Bégin             | Lévis                       |
| 1954-1955     | R. A. Lepage            | Mont-Joli                   |
| 1955-1956     | Fridolin Simard         | Amos                        |
| 1956-1957     | Rosaire Gauthier        | Chicoutimi                  |
| 1957-1958     | Charles-Napoléon Dorion | Courville                   |
| 1958-1959     | Armand Nadeau           | Sherbrooke                  |
| 1959-1960     | Camille A. Roussin      | Joliette                    |
| 1960-1961     | Rodolphe Caouette       | Thetford Mines              |
| 1961-1961     | Louis O. Roy            | Montmagny                   |
| 1961-1962     | Armand Turpin           | Cité de Hull                |
| 1962-1963     | Marcel Marier           | Drummondville               |
| 1963-1964     | Robert Cauchon          | Salaberry-de-Valleyfield    |
| 1964-1965     | Rosaire Gendron         | Rivière-du-Loup             |
| 1965-1966     | Fernand Drapeau         | Comité exécutif de Montréal |
| 1966-1967     | Georges Hébert          | Arvida                      |
| 1967-1968     | Maurice Tessier         | Rimouski                    |
| 1968-1968     | Jacques Lafontaine      | Saint-Hyacinthe             |
| 1968-1969     | Yves Ryan               | Montréal-Nord               |
| 1969-1970     | Marcel D'Amour          | Hull                        |
| 1970-1971     | Réal Desrosiers         | Cap-de-la-Madeleine         |
| 1971-1972     | Clovis Langlois         | Boucherville                |
| 1972-1973     | Jacques Tétreault       | Laval                       |
| 1973-1974     | Maurice Paradis         | Alma                        |
| 1974-1976     | Gilles Lamontagne       | Québec                      |
| 1976-1978     | L. Philippe Bernier     | Drummondville               |
| 1978-1982     | Jacques O'Bready        | Sherbrooke                  |
| 1982-1984     | Francis Dufour          | Jonquière                   |
| 1984-1986     | Jean Corbeil            | Anjou                       |
| 1986-1988     | Jean Pelletier          | Québec                      |
| 1988-1990     | Camille Rouillard       | Valcourt                    |
| 1990-1991     | Jean-Louis Desrosiers   | Mont-Joli                   |
| 1991-1993     | Ralph Mercier           | Charlesbourg                |
| 1993-1995     | Ulric Blackburn         | Chicoutimi                  |
| 1995-1997     | Gilles Vaillancourt     | Laval                       |
| 1997-2000     | Mario Laframboise       | Notre-Dame-de-la-Paix       |
| 2000-2001     | Guy LeBlanc             | Trois-Rivières              |
| 2001-2002     | Bernard Gagnon          | Saint-Basile-le-Grand       |
| 2002-2004     | Francine Ruest-Jutras   | Drummondville               |
| 2004-2005     | Michel Tremblay         | Rimouski                    |
| 2005-2008     | Jean Perrault           | Sherbrooke                  |
| 2008-2010     | Robert Coulombe         | Maniwaki                    |
| 2010-2010     | Marc Gascon             | Saint-Jérôme                |
| 2010-2014     | Éric Forest             | Rimouski                    |
| 2014-2016     | Suzanne Roy             | Sainte-Julie                |
| 2016-2017     | Bernard Sévigny         | Sherbrooke                  |
| 2017-2019     | Alexandre Cusson        | Drummondville               |
| 2019-2021     | Suzanne Roy             | Sainte-Julie                |
| 2021-2023     | Daniel Côté             | Gaspé                       |
| 2023-2025     | Martin Damphousse       | Varennes                    |
| 2025-en cours | Guillaume Tremblay      | Mascouche                   |